# RTS Couleur 3
RTS Couleur 3 (dosł. RTS Kolor 3) – szwajcarski kanał radiowy należący do Radio Télévision Suisse (RTS), francuskojęzycznej części publicznego nadawcy radiowo-telewizyjnego SRG SSR. Stacja została uruchomiona w 1982 roku, obecnie jest dostępna w analogowym i cyfrowym przekazie naziemnym, w niekodowanym przekazie satelitarnym z satelity Eutelsat Hot Bird 13C oraz w Internecie. 
Grupę docelową rozgłośni stanowią ludzie młodzi. Na jej ramówkę składają się pasma muzyczne, w których dominują rock i pop, a także programy polityczne i społeczne, prowadzone jednak w możliwie lekki sposób, odpowiadający tej grupie słuchaczy. Według danych za rok 2012, udział stacji we francuskojęzycznym rynku radiowym w Szwajcarii wynosi 7,4%, co daje jej trzecie miejsce wśród czterech rozgłośni RTS nadających w tym języku. 